# Szczepan Błaut
Szczepan Błaut (ur. 16 grudnia 1906, zm. 1 kwietnia 1977) – polski górnik, poseł na Sejm PRL I kadencji. Budowniczy Polski Ludowej.

## Życiorys
Pracując jako górnik w kopalni Niwka w 1952 wykonał plan sześcioletni. W tym samym roku był w składzie polskiej delegacji na Kongres Narodów w Obronie Pokoju. Pełnił mandat posła na Sejm PRL I kadencji (1952–1956), wybrany w okręgu nr 56 Sosnowiec, zasiadał w Komisji Przemysłu.

## Odznaczenia
- Order Budowniczych Polski Ludowej (1954)[2]
- Order Sztandaru Pracy I klasy (1952)[3].
- Złoty Krzyż Zasługi (1951)[4]
- Srebrny Krzyż Zasługi (1952)[5]
- Brązowy Krzyż Zasługi (1950)[6]
- Tytuł honorowy „Zasłużony Górnik PRL”[7]